# Cinclosomatidae
Cinclosomatidae é uma família de aves passeriformes pertencentes à subordem Passeri.

## Gêneros
- Androphobus Hartert & Paludan, 1934
- Cinclosoma Vigors & Horsfield, 1827
- Eupetes Temminck, 1831
- Ifrita Rothschild, 1898
- Psophodes Vigors & Horsfield, 1827
- Ptilorrhoa J.L. Peters, 1940

- Commons
- Wikispecies